# Hans Pilz
Hans Pilz (* 11. Dezember 1915; † 28. September 2007 in München) war ein deutscher Fußballlehrer. Er trainierte zwischen 1949 und 1972 Mannschaften der beiden höchsten deutschen Fußballligen.

## Laufbahn
Hans Pilz stammte aus Sachsen und hatte bei der SpVgg. Crimmitschau gespielt. Er war Teilnehmer des 2. Lehrgangs zum Fußball-Lehrer an der Deutschen Sporthochschule Köln unter Kursleiter Sepp Herberger. Bekannte Kurskollegen waren Herbert Burdenski, Georg Gawliczek, Kuno Klötzer, Willibald Kreß und Helmut Kronsbein. Seine erste Trainerstelle war Falke Steinfeld. 1949 trat er beim VfB Oldenburg an, der gerade in die damals höchste Spielklasse, die Oberliga Nord, aufgestiegen war. Im Folgejahr belegte der VfB einen Mittelplatz und der Mannschaft wurden in der Presse gute konditionelle Grundlagen bescheinigt. Dennoch musste Pilz Team 1951 absteigen. Es folgten Engagements bei Kickers Emden und ab 1952 der TuRa Ludwigshafen in der Oberliga Südwest.
Hier wurde der Nachbarverein VfR Mannheim auf ihn aufmerksam, der jetzt, vier Jahre nach dem Erringen der deutschen Fußballmeisterschaft 1949, einen qualifizierten Fußballlehrer suchte. Zwischen 1953 und 1956 belegte Hans Pilz mit dem VfR in der Oberliga Süd zweimal den 10. Platz und einmal hinter dem Karlsruher SC und dem VfB Stuttgart den dritten Platz, womit er knapp die Teilnahme an der Endrunde zur deutschen Meisterschaft verfehlte. Das Erreichen der Endrunde gelang ihm im Anschluss an die Beschäftigung in Mannheim mit dem 1. FC Saarbrücken, Zweiter der Oberliga Südwest im Spieljahr 1956/57. Mit einem Unentschieden gegen den 1. FC Nürnberg und zwei Niederlagen gegen den Duisburger SpV und den Hamburger SV schied der 1. FC Saarbrücken frühzeitig aus. Er blieb noch ein Jahr im Saarland, ehe er zurück in die Oberliga Süd wechselte zur TSG Ulm 1846. 1962 übernahm er von seinem Vorgänger Alfred Preißler Borussia Neunkirchen und führte sie zur Vizemeisterschaft Südwest hinter dem 1. FC Kaiserslautern. Obwohl der Verein sich sportlich qualifiziert hatte, wurde ihm bei der Gründung der Fußball-Bundesliga der 1. FC Saarbrücken vorgezogen.
Hans Pilz heuerte 1963 dann erneut beim VfR Mannheim an, der nach Gründung der Bundesliga nun nur noch in der zweithöchsten Klasse, der Regionalliga Süd, spielte. Im Januar 1965 dort entlassen, wechselte Hans Pilz über den ASV Feudenheim ins benachbarte Frankenthal, um für zwei Jahre die Mannschaft des VfR Frankenthal in der Regionalliga Südwest zu betreuen, mit der er in der Endtabelle die Plätze 7 und 12 belegte.
Der TSV 1860 München, ein Jahr zuvor deutscher Fußballmeister geworden, suchte einen renommierten Trainer für die Jugendabteilung und entschied sich für Hans Pilz. Nachdem Ende Oktober 1968 der Trainer der Profis Albert Sing entlassen worden war, beförderte der Verein Hans Pilz zum Cheftrainer. Somit gab er mit fast 53 Jahren sein Debüt als Bundesligatrainer. Die durch Abgänge von Rudi Brunnenmeier und Hans Küppers im Angriff geschwächte Mannschaft führte Trainer Pilz noch auf den 10. Platz. Sein Nachfolger zum Ende der Saison 1968/69 wurde Fritz Langner. Als im Januar 1970 Zlatko Čajkovski, mit einer Bundesligatrainer-Spitzengage ausgestattet, nach sieben Niederlagen Hannover 96 verlassen musste,  holte der Club Hans Pilz für die Rettungsaktion. Der Klassenerhalt gelang mit dem Erreichen des 13. Tabellenplatzes. Dennoch wurde Hans Pilz zum Saisonende 1970 durch Helmuth Johannsen ersetzt. Es folgten noch zwei Trainerstellen in der Regionalliga Süd, 1970/71 beim Freiburger FC und 1971/72 beim ESV Ingolstadt. Wie das erste Engagement in Oldenburg, endete das letzte in Ingolstadt ebenfalls mit dem Abstieg des Teams.

## Privates
Hans Pilz lebte mit seiner Frau, der Leichtathletin Inge Schell, in München und wurde auf dem dortigen Ostfriedhof beigesetzt. Er hinterließ zudem einen Sohn mit Familie.